# Guda Obend
Guda Obend. Glatzer Volkskalender (gw. niem. Dobry Wieczór. Kłodzki kalendarz regionalny) – niemieckie cykliczne wydawnictwo w formie kalendarza wydawane przez Walzel Verlag z Międzylesia na terenie ziemi kłodzkiej w latach 1911–1942.
Oprócz stron z typowym kalendarzem na dany rok wydawnictwo zawierało zgodnie z nazwą wiele artykułów dotyczących regionu – jego historii, przyrody i osobliwości. Zamieszczano ilustracje dokumentujące życie codzienne, opowiadania i wiersze, rebusy i zagadki. Dużą uwagę poświęcano dialektowi kłodzkiemu w każdym numerze publikując wiersze różnych autorów (m.in. Marii Karker), przysłowia (zbierane przez urzędnika bankowego z Kudowy Friedricha Graebischa), a w dziale „Narrsche Ecke” zbiór anegdot w gwarze. W kalendarzu na 1917 tematem były miejscowe kaplice i kapliczki, w wydaniach z 1914 i 1939 pałace i zamki hrabstwa kłodzkiego.
Od 1934 r., kiedy „Guda Obend” połączono z „Grofschoftersch Feierobend”, nosił nazwę złożoną „Guda Obend Grofschoftersch Feierobend. Heimatliches Jahrbuch für die Grafschaft Glatz”'.
Jego wieloletnim redaktorem naczelnym był Robert Karger, który do współpracy pozyskał takich autorów jak np. Joseph Wittig, Paul Futter, Bruno Neugebauer, August Marx, Friedrich Graebisch, Josef Andreas Pausewang (malarz, autor wielu grafik w „Guda Obend”).